# Enochrus cinctus
Enochrus cinctus är en skalbaggsart som först beskrevs av Thomas Say 1824.  Enochrus cinctus ingår i släktet Enochrus och familjen palpbaggar. Inga underarter finns listade i Catalogue of Life.